# Antwerp (Nowy Jork)
Antwerp – miasto w Stanach Zjednoczonych, w stanie Nowy Jork, w hrabstwie Jefferson.